# 飯島敬
飯島 敬（いいじま たかし、1935年10月9日 - 1993年1月14日）は日本のアニメプロデューサー。吉野次郎のペンネームで脚本家、山本清のペンネームで作詞家としても活躍した。

## 来歴・人物
テレビアニメの草創期から東映動画で映画・テレビ両面で作品をプロデュース。
その後東映に異動、テレビ関連事業室課長として同社の新たなアニメ戦略に法り幾多の大手アニメ製作会社とタッグを組んで数々の作品を世に送り出した。
1973年に東映が企画して創刊された『テレビランド』では初代編集長も務めた。

## 担当作品

### 東映動画時代

#### 映画
- わんぱく王子の大蛇退治（1963年）
- わんわん忠臣蔵（1963年）
- 狼少年ケン ジャングル最大の作戦（1964年）
- 狼少年ケン サーカスから来た仲間（1964年）
- サイボーグ009（1966年）
- サイボーグ009 怪獣戦争（1967年、脚本）
- ちびっ子レミと名犬カピ（1970年）
- どうぶつ宝島（1971年）
- 魔犬ライナー0011変身せよ!（1972年）
- フィンガー5の大冒険（1974年、脚本）

#### テレビ
- 少年忍者風のフジ丸（1964年 - 1965年、企画・脚本）
- レインボー戦隊ロビン（1966年）
- 海賊王子（1966年、制作担当）
- 魔法使いサリー（1966年 - 1967年）
- もーれつア太郎（1969年 - 1970年）
- アパッチ野球軍（1971年 - 1972年）
- 魔法使いチャッピー（1972年）

### 東映時代

#### テレビ
- 超電磁ロボ コン・バトラーV（1976年 - 1977年）
- 超電磁マシーン ボルテスV（1977年 - 1978年）
- とびだせ!マシーン飛竜（1977年 - 1978年）
- 激走!ルーベンカイザー（1977年 - 1978年）
- 魔女っ子チックル（1978年 - 1979年）
- 闘将ダイモス（1978年 - 1979年）
- ピンク・レディー物語 栄光の天使たち（1978年 - 1979年）
- サイボーグ009（1979年 - 1980年）
- 未来ロボ ダルタニアス（1979年 - 1980年）
- 宇宙空母ブルーノア（1979年 - 1980年）
- 宇宙大帝ゴッドシグマ（1980年）

#### 映画
- サイボーグ009 超銀河伝説（1980年）
- 魔物語 愛しのベティ（1986年）